# Николо Троно
Николо Троно (на италиански: Nicolò Trono, на венецианското наречие Nicolò Tron) е 68–ми венециански дож от 1471 до 1473 г.

## Биография
Николо Троно е син на Лука Трон и на Лучия Тревисан. На младини пътува много из Ориента (основно в Египет и на Родос), води охолен живот, купува къщи и магазини и като цяло натрупва голямо състояние от търговия.
Избран за дож на 23 ноември 1471 г., Николо Троно е пълна противоположност на своя предшественик Кристофо Моро, който е доста болнав. Троно е висок, много красив и атлетичен, но има два недостатъка – заеква и е с доста рязък характер.

## Семейство
Николо Троно има брак с графиня Лаура Ногарела, сестра на писателката Изота Ногарола. Троно се развежда с Лаура и се жени повторно през 1424 г. за изключително красивата Алиодеа Морозини, наричана също и Деа Трон или Деа Моро. Двамата имат двама сина – Джовани, който през 1471 г. е пленен и зверски убит от турците като е разчекнат от коне, и Филипо Трон, също загинал в сражение с турците.